# 迪耶尔·德阿莫府邸

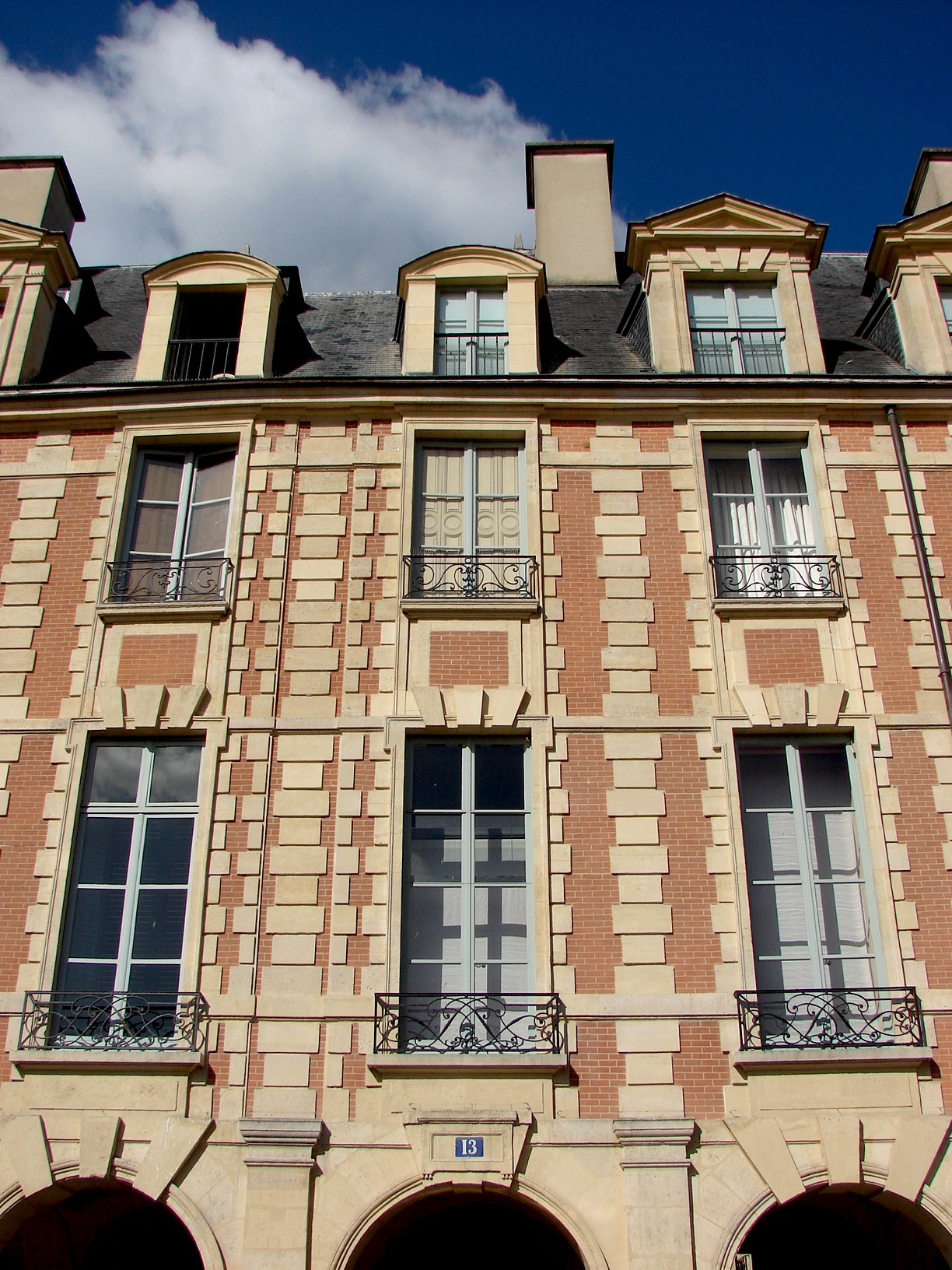

迪耶尔·德阿莫府邸（hôtel Dyel des Hameaux）是一座法式府邸，位于巴黎第四区的孚日广场13号，即广场西侧的中央部位，介于11号皮耶拉尔府邸（Hôtel Pierrard）与15号马尔尚府邸（Hôtel Marchand）之间。

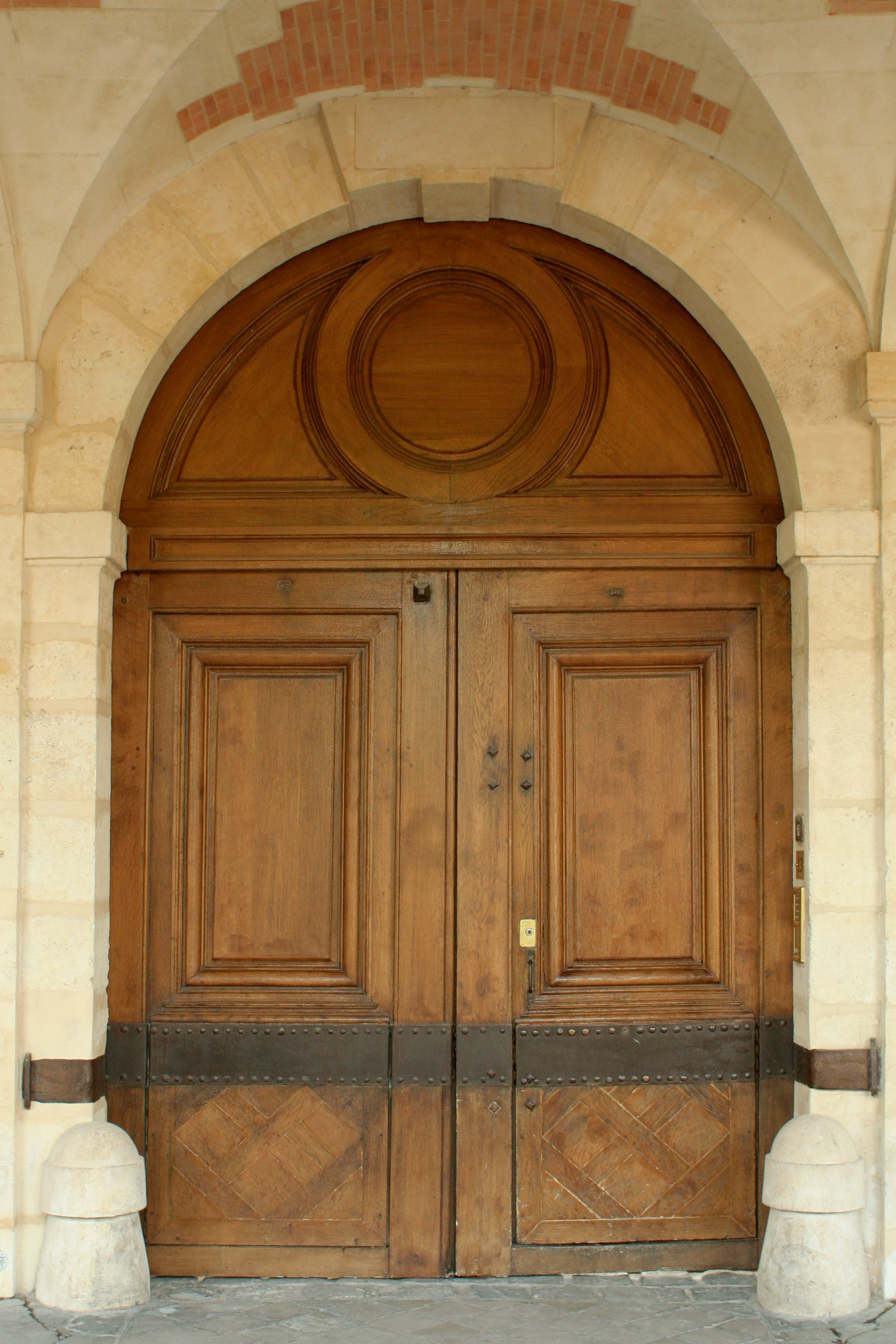

## 历史
该建筑建于1630年左右，业主是安托万·德罗舍巴龙（Antoine de Rochebaron）。从1680年起，它属于罗昂家族的公爵 Louis de Rohan-Chabot；1764年卖给弗朗索瓦·普雷沃斯特。它是以阿莫领主让·迪耶尔的名字命名。.
1920年，其立面和屋顶列为法国历史遗迹；其余部分于1955年列入。
这里是原法国财政部长、国际货币基金组织总裁多米尼克·斯特劳斯-卡恩的前私人住所。